# Ensino Lugo Club de Baloncesto
L'Ensino Lugo Club de Baloncesto è una società femminile di pallacanestro di Lugo, in Galizia. Milita nella Liga Femenina de Baloncesto, massima divisione del campionato di pallacanestro femminile spagnolo.
La società è stata fondata nel 1980 come C.D. Ensino, per poi cambiare nome in Porta XI Ensino CB nel 2005 e infine assumere l'attuale denominazione nel 2019.